# Atalaya (Badajoz)
Atalaya es un municipio y localidad española de la provincia de Badajoz, en la comunidad autónoma de Extremadura. El término municipal cuenta con una población de 258 habitantes (INE 2024).

## Situación
La localidad se encuentra situada en el centro-sur de la provincia de Badajoz, limitando al norte con el término de Alconera y con el de Burguillos del Cerro, al oeste con Valverde de Burguillos, al sur con Valencia del Ventoso, y al este con Medina de las Torres, en un terreno pizarroso accidentado por las sierras de La Fuente (612 m), Mora (509 m) y las Casitas (648 m). La cobertura vegetal es de dehesa, monte bajo y matorral.
El gentilicio del lugar es talayero. Pertenece a la comarca de Zafra-Río Bodión y al partido judicial de Zafra.

## Historia
De origen, muy probablemente, árabe, como así parece indicar su nombre, Atalaya, proveniente del árabe at-talai (los centinelas).
Después de pertenecer originariamente a los Templarios, tras la disolución de éstos en 1312, y tras pasar de unas manos a otras, el lugar se integró como aldea en la jurisdicción de Burguillos del Cerro, dentro del Obispado de Badajoz, alcanzando, en el siglo XVII, categoría de villa exenta a pesar de su reducida población, unos 200 habitantes.
A la caída del Antiguo Régimen la localidad se constituye en municipio constitucional en la región de Extremadura. Desde 1834 quedó integrado en el partido judicial de Fuente de Cantos. En el censo de 1842 contaba con 120 hogares y 440 vecinos.
La población en 2016 era de 298 habitantes según el INE.

## Demografía
Atalaya cuenta con una población de 258 habitantes (INE 2024).
| Gráfica de evolución demográfica de Atalaya entre 1842 y 2021                                                         |
| |
| Población de derecho según los censos de población del INE. Población de hecho según los censos de población del INE. |

## Monumentos y lugares típicos

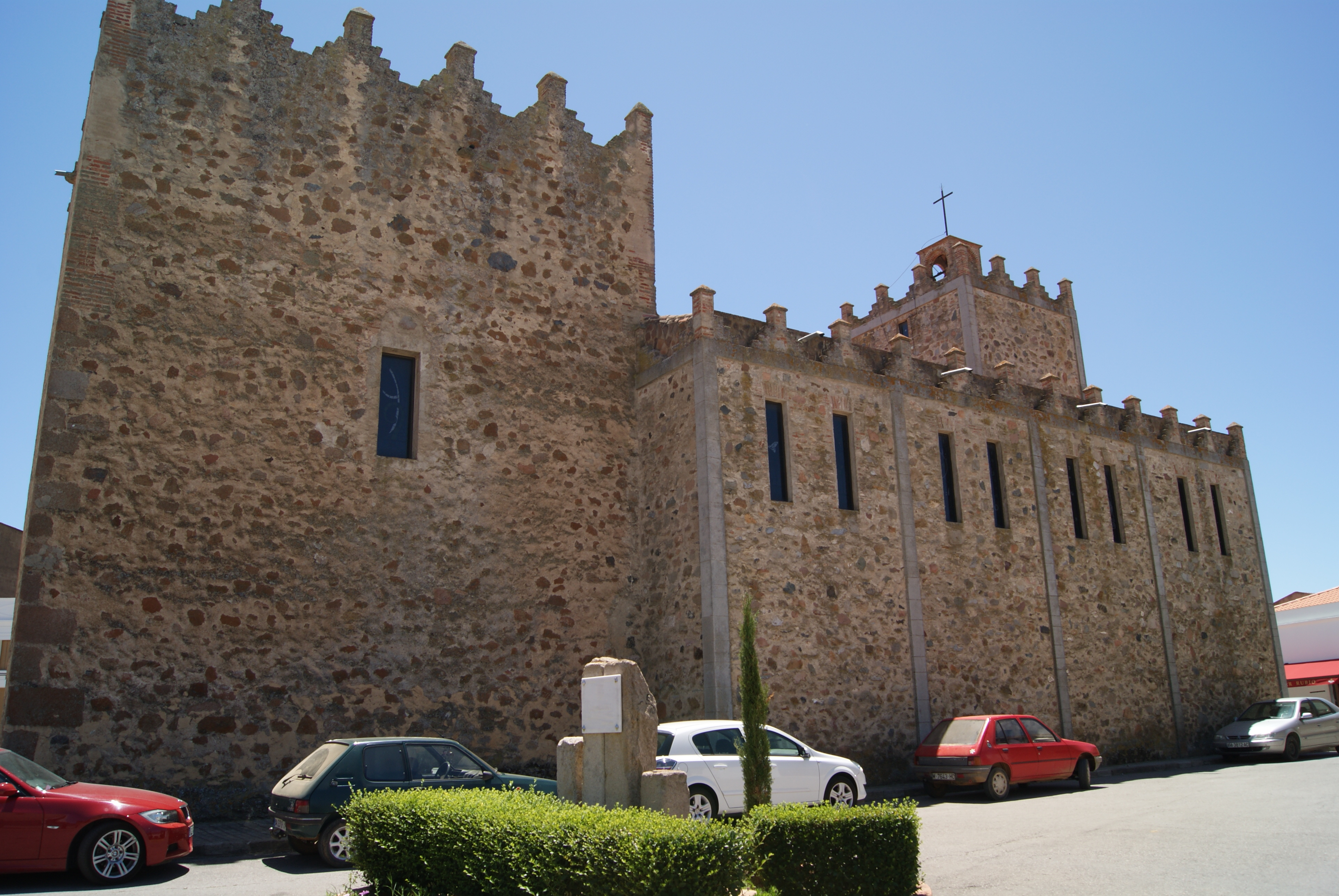
Iglesia de Nuestra Señora del Camino

En la localidad se encuentra la iglesia parroquial de Nuestra Señora del Camino, en la Archidiócesis de Mérida-Badajoz. Edificio de piedra y dividida en tres cuerpos. En la cabecera tiene un torreón defensivo que se remonta al siglo XV, al que posteriormente se le anexó el templo. Actualmente aloja en su interior, en la parte alta, dos campanas. También posee en el frontal un reloj de agujas. La nave alberga en su interior una capilla dedicada a la Virgen de las Nieves. Tiene una torre fachada situada a los pies.
Actualmente perviven tres pilares que sirven como abrevadero a las bestias y, ocasionalmente, en tiempos de restricciones, para consumo de los vecinos. Uno de ellos es el pilar de Arriba, situado al noreste del pueblo. Data de 1902 como así lo refleja una inscripción en su cabecera. Posee dos caños de agua y dos cuerpos y fue restaurado en 2007. El Pilar de la República está situado al oeste del pueblo. Posee dos caños de agua y un cuerpo principal del que parte el agua, a través de unas canalizaciones de piedra, llegando a un antiguo lavadero de piedra. En el siglo XX se le agregó un depósito de agua en sus inmediaciones. Por último, La Fuentecina o Fuente Chica está situada al suroeste del pueblo. Consiste en una pequeña fuente de un solo caño situada a ras del suelo.

## Fiestas de interés
- San Gregorio: 9 de mayo. Patrón del pueblo. Verbena en la plaza y actividades lúdicas y culturales.
- San Isidro': 15 de mayo. Romería a una dehesa cercana, la Dehesa Boyal, propiedad del Ayuntamiento. Instalación de carpas por parte de los vecinos del pueblo en las cuales se cocinan y degustan calderetas, se ofrece vino y diversas bebidas y se organizan actividades lúdico-festivas durante todo el día y la noche.
- Virgen de las Nieves': 5 de agosto. Patrona del pueblo. Fiesta Mayor. Se celebran novenas en honor a la Virgen, se saca la imagen en procesión, se organiza una verbena amenizada con orquesta en la plaza del pueblo y también existe una pequeña tómbola que se nutre de las aportaciones desinteresadas que tienen a bien realizar los vecinos y emigrantes del pueblo. Cabe destacar que el 4 de agosto se celebra la Víspera de Fiestas, organizándose este día, por la noche, otra verbena en la plaza de pueblo como aperitivo a la jornada grande del día siguiente.